# Teodor Junod
Teodor Junod, właśc. Théodore Junod (ur. 28 czerwca 1872 w Genewie, zm. 16 grudnia 1927 w Warszawie) – pionier kinematografii, działacz teatralny i kinowy, ojciec Eugeniusza Bodo.

## Życiorys
Był inżynierem, wywodził się z arystokracji francuskiej, z rodziny osiadłej w okresie wojen napoleońskich w Szwajcarii.
Na przełomie XIX i XX w. był zainteresowany rozwojem kinematografii i w tym okresie podróżował po terenie Cesarstwa Rosyjskiego, Chin i Persji, prezentując pokazy filmowe. W 1903 zamieszkał z rodziną w Łodzi. Tam poznał Eduarda Juliusa Vortheila, z którym założył spółkę kinową. W tym samym roku wydzierżawili od braci Krzemińskich „Gabinet Iluzji”, pierwsze w Łodzi kino. Następnie przy ul. Piotrkowskiej 21 założyli teatr (pierwszy stały teatr w Łodzi) z salą na 30 osób, a w sierpniu 1903 przenieśli go do kamienicy Chaima Bławata przy ul. Piotrkowskiej 17, gdzie organizowali pokazy teatralne i filmowe. Wkrótce przemianowali placówkę na Teatr Iluzji „Urania”. W tamtym okresie wyświetlali w nim m.in. filmy: Paryżanka w swoim buduarze, Żandarm chce pić, Cudowna lampa Alladyna i Zatrute kurczę. Seanse kierowali głównie do zamożnych kupców, przedsiębiorców i pracowników kantorów różnych narodowości.
W 1907 zgromadził z Vortheilem wystarczający kapitał, by wybudować własny gmach teatru. W budynku teatru „Urania” (w którego miejscu w latach 60. XX w. powstał Dom handlowy „Magda”), powstał u zbiegu ul. Piotrkowskiej i Cegielnianej (późn. ul. Jaracza). Obiekt nie był wyłącznie teatrem, ale kompleksem gastronomiczno-rozrywkowym, dysponował 250 miejscami na widowni. W „Uranii”, ok. 1909 w wieku 10 lat, zadebiutował syn Teodora – Eugeniusz Bodo, ponadto występowali artyści: The Arthons, 4 Klemtons, Olms & Carbeth, Dobos, Razdolski, Manola, a także twórcy kabaretowi: Edward Reden i Alfred Lubelski. Junod prezentował w „Uranii” również swoje filmy, np. relację z wyścigów konnych w Ksawerowie. W 1910 zawarł umowę z Władysławem Glogerem, dyrektorem sceny ludowej „Leśniczówka”, w której wystawiał przedstawienia prezentowane wcześniej w „Uranii”. W 1913 wykupił udziały Vortheila w „Uranii”. Dorabiał, ucząc języka francuskiego w szkole handlowej w Łodzi.
W latach 1916–1918 prowadził Teatr Letni „Colosseum” przy ul. Cegielnej 16. Reżyserem przedstawień był W. Łętkowski, a na scenie występowali m.in.: Manola, Julia Bruner, Mizzy Aedy, C. Bronowski, Trio Fidelio, Duo Remo. W 1919 Junodowie przenieśli się do Warszawy. Po rozwodzie Teodor w latach 1920–1921 zamieszkał wraz z synem w Poznaniu, gdzie prowadził Agenturę Teatralną dla Teatrów i Biuro Kinematograficzne przy ul. Rycerskiej 11a. W 1923 został dyrektorem i kierownikiem artystycznym kabaretu „Czarny Kot” w Warszawie.
W latach 20. poważnie zachorował, w związku z czym Eugeniusz Bodo ograniczył rozwijającą się działalność aktorską, w celu opieki nad swoim ojcem.
Oprócz prowadzenia teatrów był również nauczycielem języka francuskiego w Szkole Handlowej w Łodzi, a także zajmował się filmowaniem wydarzeń sportowych, które odtwarzał widzom w „Uranii”. Działał także charytatywnie – organizował zbiórki na rzecz pogotowia ratunkowego w Łodzi

### Życie prywatne
Jego żoną była Anna Dorota Dylewska (zm. 1944) – polska szlachcianka z Mazowsza, z którą miał syna, aktora Eugeniusza Bodo. Był kalwinem.
Junodowie mieszkali do 1918 przy ul. Zachodniej 53, a w latach 1918–1919 – przy ul. Zachodniej 37. Teodor Junod został pochowany na cmentarzu ewangelicko-reformowanym w Warszawie w ziemnym grobie pozbawionym tablicy. Podczas bombardowań w trakcie II wojny światowej jego grób został uszkodzony, a po wojnie w jego miejscu pochowano Michała i Helenę Rudnickich.

## Odniesienia w kulturze
W serialu Bodo (2016) i filmie fabularnym Bodo (2017) postać Teodora Junoda została zagrana przez Mariusza Bonaszewskiego.